# نوئل لنگلی
نول لانگلی (انگلیسی: Noel Langley؛ ۲۵ دسامبر ۱۹۱۱ – ۴ نوامبر ۱۹۸۰) یک کارگردان، فیلم‌نامه‌نویس، و تهیه‌کننده اهل آفریقای جنوبی بود. وی بین سال‌های ۱۹۳۵ تا ۱۹۸۰ میلادی فعالیت می‌کرد.
از فیلم‌هایی که وی در آن‌ها نقش داشته‌است، می‌توان به فلوریان اشاره نمود.